# Óscar Zambrano
Óscar Steven Zambrano Preciado (Santo Domingo, Ecuador, 20 de abril de 2004) es un futbolista ecuatoriano. Juega de centrocampista y su equipo actual es Hull City A. F. C. de la EFL Championship de Inglaterra.

## Trayectoria

### Inicios
Comenzó en el equipo de su ciudad, el Colorados Jaipadida Sporting Club, en la categoría sub-12 en 2015, tuvo un breve paso por las formativas del América de Quito en 2017.

### Liga Deportiva Universitaria
Empezó en las categorías juveniles de Liga desde la sub-12, en la temporada 2021 era uno de los principales jugadores del equipo de reserva y fue considerado  dentro de la convocatoria para partidos del equipo de primera, bajo el mando de Pablo Marini estuvo en el banco en tres partidos, ante Manta Fútbol Club, Independiente del Valle y Técnico Universitario.
En 2022 fue una de las figuras del equipo sub-20 que compitió en la Copa Libertadores de la categoría, posteriormente fue promovido al primer plantel por el técnico interino, Édison Méndez, debutando en la Serie A de Ecuador el 9 de abril ante Cumbayá Fútbol Club; días después, el 12 de abril tuvo su debut internacional, fue en la victoria 4-0 ante Deportes Antofagasta de Chile en el estadio Rodrigo Paz Delgado por la fase de grupos de la Copa Sudamericana.
Anotó su primer tanto en Liga el 22 de octubre de 2022, en la victoria de 5-0 ante Macará, marcó el tercer gol al minuto 54.

### Hull City
El 16 de agosto de 2024 se anunció su fichaje al Hull City Association Football Club, equipo de la Segunda División inglesa con un contrato por una temporada a préstamo con opción de compra.

## Selección nacional

### Categorías inferiores
Ha sido convocado para la selección nacional juvenil sub-20 para disputar varios partidos amistosos. El 5 de enero de 2023 se anunció su convocatoria para disputar el Campeonato Sudamericano Sub-20 en Colombia. El 9 de mayo de 2023 fue convocado para la Copa Mundial de Fútbol Sub-20 de 2023.
Fue convocado por el técnico Félix Sánchez Bas para las eliminatorias 2026, también sería convocado para los partidos amistosos de marzo de 2024, sin embargo fue desafectado de la lista al dar positivo en una prueba de dopaje realizada previo a la Recopa Sudamericana 2024.
Volvió a la selección al ser convocado por Sebastián Beccacece para disputar la doble fecha de las eliminatorias para el Mundial de Canadá, Estados Unidos y México 2026 de octubre de 2024 ante Paraguay y Uruguay.

#### Participaciones en Sudamericanos
| Campeonato                  | Sede     | Resultado    | Partidos | Goles |
| --------------------------- | -------- | ------------ | -------- | ----- |
| Sudamericano Sub-20 de 2023 | Colombia | Cuarto lugar | 8        | 0     |

#### Participaciones en Copas del Mundo
| Campeonato                  | Sede      | Resultado        | Partidos | Goles |
| --------------------------- | --------- | ---------------- | -------- | ----- |
| Copa Mundial Sub-20 de 2023 | Argentina | Octavos de final | 4        | 0     |

### Selección absoluta

#### Participaciones en eliminatorias
| Mundial            | Sede            | Resultado   | Partidos | Goles |
| ------------------ | --------------- | ----------- | -------- | ----- |
| Eliminatorias 2026 | América del Sur | Clasificado | 0        | 0     |

## Estadísticas

### Clubes
Actualizado al último partido disputado el 2 de noviembre de 2024.
| Club                                   | Div.          | Temporada     | Liga  | Liga  | Liga   | Copas nacionales | Copas nacionales | Copas nacionales | Copas internacionales | Copas internacionales | Copas internacionales | Total | Total | Total  |
| Club                                   | Div.          | Temporada     | Part. | Goles | Asist. | Part.            | Goles            | Asist.           | Part.                 | Goles                 | Asist.                | Part. | Goles | Asist. |
| -------------------------------------- | ------------- | ------------- | ----- | ----- | ------ | ---------------- | ---------------- | ---------------- | --------------------- | --------------------- | --------------------- | ----- | ----- | ------ |
| Liga Deportiva Universitaria · Ecuador | 1.ª           | 2022          | 13    | 1     | 0      | 2                | 0                | 0                | 2                     | 0                     | 0                     | 17    | 1     | 0      |
| Liga Deportiva Universitaria · Ecuador | 1.ª           | 2023          | 24    | 0     | 0      | —                | —                | —                | 7                     | 0                     | 1                     | 31    | 0     | 1      |
| Liga Deportiva Universitaria · Ecuador | 1.ª           | 2024          | 13    | 1     | 1      | 0                | 0                | 0                | 4                     | 0                     | 0                     | 17    | 1     | 1      |
| Liga Deportiva Universitaria · Ecuador | Total club    | Total club    | 50    | 2     | 1      | 2                | 0                | 0                | 13                    | 0                     | 1                     | 65    | 2     | 2      |
| Hull City A. F. C. Inglaterra          | 2.ª           | 2024-25       | 8     | 1     | 1      | 0                | 0                | 0                | —                     | —                     | —                     | 8     | 1     | 1      |
| Hull City A. F. C. Inglaterra          | Total club    | Total club    | 8     | 1     | 1      | 0                | 0                | 0                | 0                     | 0                     | 0                     | 8     | 1     | 1      |
| Total carrera                          | Total carrera | Total carrera | 58    | 3     | 2      | 2                | 0                | 0                | 13                    | 0                     | 1                     | 73    | 3     | 3      |
| 1. 2.                                  |               |               |       |       |        |                  |                  |                  |                       |                       |                       |       |       |        |

## Palmarés

### Campeonatos nacionales
| Título             | Club                         | Año  |
| ------------------ | ---------------------------- | ---- |
| Serie A de Ecuador | Liga Deportiva Universitaria | 2023 |

### Campeonatos internacionales
| Título            | Club                         | Año  |
| ----------------- | ---------------------------- | ---- |
| Copa Sudamericana | Liga Deportiva Universitaria | 2023 |